# Leptogryllus deceptor
Leptogryllus deceptor är en insektsart som beskrevs av Perkins, R.C.L. 1910. Leptogryllus deceptor ingår i släktet Leptogryllus och familjen syrsor. Inga underarter finns listade i Catalogue of Life.